# St. Clair (Missouri)
St. Clair is een plaats (city) in de Amerikaanse staat Missouri, en valt bestuurlijk gezien onder Franklin County.

## Demografie
Bij de volkstelling in 2000 werd het aantal inwoners vastgesteld op 4390.

## Geografie
Volgens het United States Census Bureau beslaat de plaats een oppervlakte van
8,1 km², geheel bestaande uit land.

## Plaatsen in de nabije omgeving
De onderstaande figuur toont nabijgelegen plaatsen in een straal van 24 km rond St. Clair.